# Warhammer
A Warhammer Fantasy Battle (WHFB) egy terepasztalon tologatós stratégiai játék. A gyalogos modellek kb. 2-5 cm magasságúak, 2x2 cm-s talpon állnak. A Games Workshop először 1983-ban jelentette meg, azóta már a hetedik kiadás is megjelent. A WHFB nagy népszerűségének titka nagyrészt egy hangulatos, igen részletes, nem elnagyolt fantasyvilág megteremtése.

## A játék

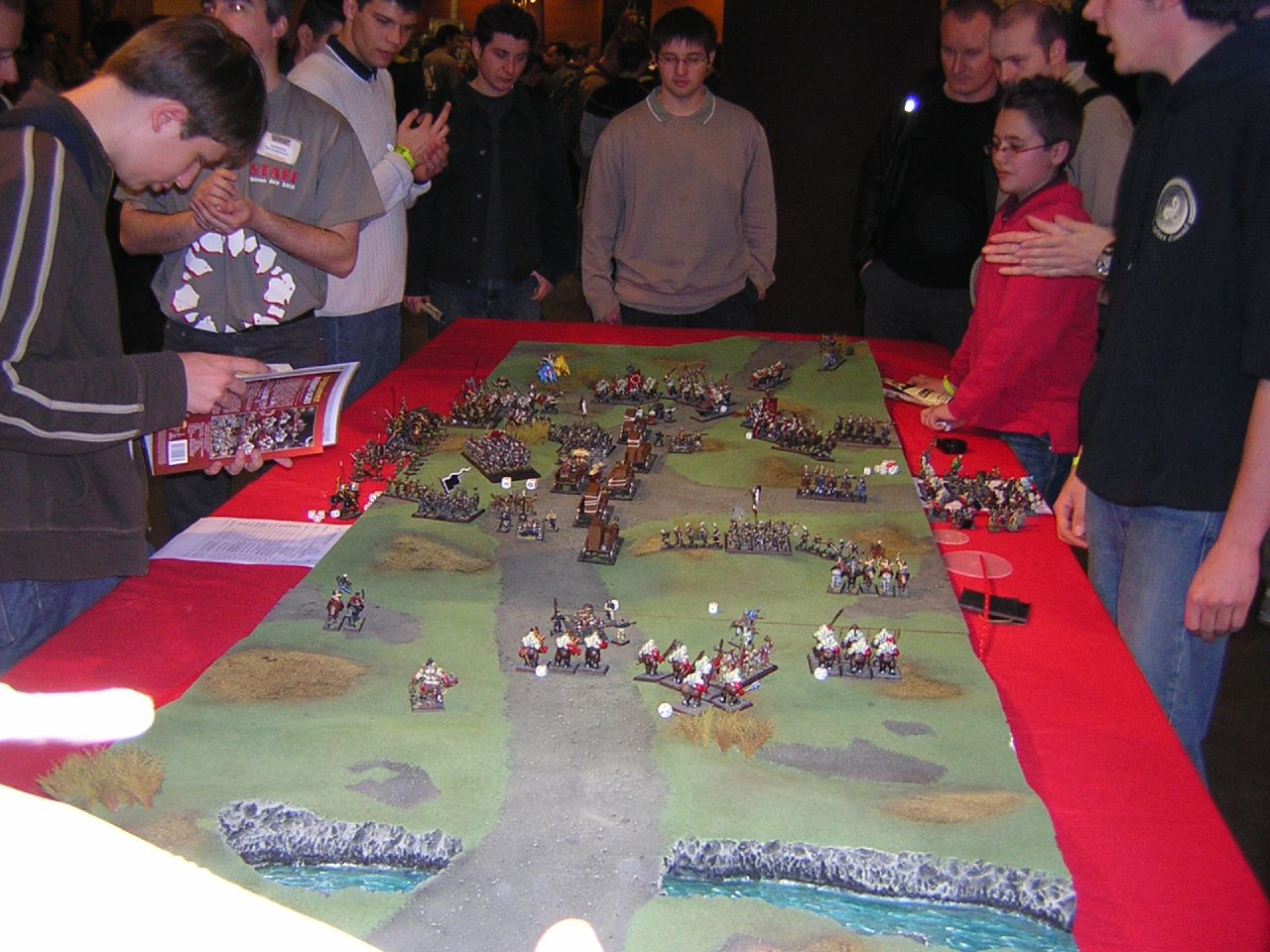
Pillanatkép egy Warhammer játszmából

A játék lényege, hogy az adott terepen megfelelő stratégia alkalmazásával a saját seregünk győzelmet arasson az ellenfél felett. Ehhez a figurák mozgatásával, a seregek, seregtestek, egységek és egyedek interakciójával lehet eljutni. A harc során a figurák különféle képességeit (közelharc, lövészet, különféle specialitások) vethetjük latba. Jó stratégiával egy kisebb, esetleg gyengébb sereg is arathat győzelmet, így a játék sikerélménye nem függ a játékos által belefektetett monetáris értéktől.
Az egyes egységeket kilenc érték írja le, ezek alapján dönthető el egy-egy tevékenység kimenetele. Az értékek: 
- Mozgás (M): Az egység mozgékonyságát jellemzi, főleg haladásnál jut szerephez.
- Közelharci képesség (Ws): Az egység közelharci képességeit határozza meg.
- Lőfegyver képesség (Bs): A különböző lőfegyverek kezelésénél jut szerephez.
- Erő (S): Az egység fizikai erejét jellemzi.-
- Szívósság (T): Mennyire tűri az egység a fizikai megterhelést.
- Sebtűrés (W): Milyen mérvű sérüléseket tud az egység elviselni, mielőtt harcképtelenné válik.
- Kezdeményezés (I): A helyzetfelismerést és reakciókészséget leró tulajdonság.
- Támadás (A): Az egység támadási képessége.
- Vezetői készség (Ld): Leginkább az egység mentális erejét leró érték.

A játék során egy terepasztalon helyezzük el és mozgatjuk a figurákat. A követhetőség érdekében a játékmenetet körökre osztjuk, amely során meghatározott sorrendben cselekedhetünk az egyes egységekkel. Az egyes tevékenységek az egységek különböző jellemzőin alapulnak, ezekből lehet a sikerességet (általában kockadobásokkal) megállapítani.
A figurák műanyagból, illetve cinkből készülnek. Általában darabokban és mindig festetlenül vásárolhatóak meg. A WHFB sereg összegyűjtéséhez kell némi "makettezős" szakértelemmel rendelkezni.

## Háttér

### Világ
Warhammer táblás játék csak egyike a Warhammer Fantasy elképzelt univerzumában játszódó játékoknak. Warhammer „sötét és kemény” háttér világáról ismert, melyet a reneszánsz Németország és Tolkien Középföldéjének keresztezéséhez lehetne hasonlítani.
Warhammer világának földrajza nagy vonalakban a Földünké, a középkori térképekhez hasonlíthatnánk. A játék mítosza szerint egy titokzatos, nagyhatalmú faj, a Nagy Öregek az utazásaik során elvetődtek a Warhammer világára. Itt létrehoztak egy előőrsöt, és elkezdték a világ földrajzát és bioszféráját átalakítani. Slann szolgáik segítségével a bolygót közelebb vitték a központi csillaghoz, és a kontinenseket a saját geológiai szabványuk szerint átalakították.
Később az általuk megnyitott térkapuk a bolygó pólusain összeomlottak, és a káosz a világra szabadult. A Nagy Öregek menekülni kényszerültek, de kiűzésük előtt még megalapították a gyíkemberek királyságát. További genetikai kísérleteik eredménye Öregvilág számos fajaként önálló létre kelt, például a törpék, emberek, ogárok vagy félszerzetek.
Káosz a világ egyik központi eleme, a Káosz erői megállíthatatlanul megpróbálják szétszaggatni a halandó világot. Magát a világot számos különböző faj népesíti be, mint az emberek, nemes elfek és sötét elfek (tündékhez hasonlíthatóak), törpök, élőhalottak (undead), orkok, gyíkemberek, ogrék és sok más a többi fantasy világéhoz többé-kevésbé hasonló teremtmény.

### A szembenálló felek
A Warhammer táblás játékban igen sokféle sereggel lehet játszani, ezek közt nem csak teljesen különálló fajok, hanem kisebb csoportosulások is megtalálhatóak. Ugyanakkor ezek nem állandóak: egyes kiadások esetén régiek tűntek el, vagy újak kerültek bele a játékba. A legfrissebb – vagyis a 7. kiadású – seregkönyv szerint, a következő seregekkel lehet játszani: 

#### Törpék
Az egyik legősibb faj a törpéké. Főként hegyekben élnek, régi aranykorukban építették ki hatalmas földalatti erődítményeiket és bányáikat. Már azonban számuk megfogyatkozott, erődjeik nagy részét az orkok, goblinok és patkányemberek (skavenek) mára teljesen elözönlötték. Néhány kivételtől eltekintve, régi városaikban mostanra csak elhanyagolható a törpe népesség aki állandó harcot folytat a betolakodókkal. Sokan vándoroltak el a hegyekből az emberi törzsekhez, megalapozva a Birodalom iparát. A törpék embereknél jóval alacsonyabbak, de robusztus harcosai rendkívül erősek lehetnek és fejlett harci gépekkel is rendelkeznek, a legképzettebb építők és kovácsok.
A törpékre rendkívül jellemző a dicső múlt és az ősök tisztelete, a büszkeség, a régi sérelmek számontartása és a „kincséhség”, a vagyongyűjtés. Társadalmuk a klánokra épül.
A törpék az emberekhez képest igen hosszú életűek, ez átlagosan a férfiaknál 200 év, asszonyoknál általában jóval több. Társadalmi presztízsüket szakálluk hossza fejezi ki, ennek elvesztése számukra a halálnál is rémisztőbb.
Királyuk Haragtartó Throgim, Karaz-a-Karak ura.
Nem összekeverendők a Középföldén élő Törpökkel!

#### A Birodalom
Az emberek birodalma az Óvilág/Régi világ (Old World) legerősebb hatalma a rend oldalán. A Birodalmat 2500 évvel ezelőtt alapította Sigmar, egy legendás harcos, aki birodalom védőistene lett. Jelenleg Karl Franz császár uralkodik, a fővárosban Altdorfban.

#### Orkok és Goblinok
Nomád életmódot folytató törzsek, akik jórészt fosztogatásból tartják fenn magukat.

#### Skaven
Más néven patkányemberek. Legtöbbjük az emberi települések, főleg a városok csatornarendszereiben él. Nagymértékben áthatja őket a káosz.

#### Sírurak
A sírurak többé-kevésbé (általában kevésbé) értelmes élőhalottak, akik hatalmas, és újratermelődő seregek urai.

#### Vámpír grófok
Ezen felül vannak olyan seregek, mely ugyan nem szerepel az eredeti seregkönyvben, de a Games Workshop külön szabályokat szerkesztett hozzájuk: 

#### Kislev
Azok a frakciók, amelyeket kiírtak a világból: 
- Fimir
- Zoat

## Könyvek
- Konrad trilógia(Hazánkban a 3. rész nem jelent meg)
  1. David Ferring: Konrad
  2. David Ferring: Árnyékfattyak
- Antológia: 
  1. Farkaslovasok
  2. Felix és Gotrek
- Felix és Gotrek sorozat: 
  1. William King: Trollvadász
  2. William King: Skavenvadász
  3. William King: Démonvadász
  4. William King: Sárkányvadász
  5. William King: Bestiavadász
  6. William King: Vámpírvadász
  7. William King: Óriásvadász
  8. Nathan Long: Orkvadász
  9. Nathan Long: Embervadász
  10. Nathan Long: Elfvadász
  11. Nathan Long: Sámánvadász
  12. Nathan Long: Zombivadász
- Sötétpenge Malus sorozat: 
  1. Dan Abnett és Mike Lee: A démon átka
  2. Dan Abnett és Mike Lee: Vérvihar
  3. Dan Abnett és Mike Lee: Lelkek gyilkosa
  4. Dan Abnett és Mike Lee: Torzkard
  5. Dan Abnett és Mike Lee: A Pusztítás Ura
- Ulrika a vámpír trilógia: 
  1. Nathan Long: Vérszülött
  2. Nathan Long: Vérben edzett
  3. Nathan Long: Véreskü

## Lásd még
- Warhammer 40 000

## Külső hivatkozások
- hammertimecafe.hu/
- fonixcsarnok.eu Archiválva 2018. augusztus 25-i dátummal a Wayback Machine-ben
- wargammers.hu Archiválva 2021. augusztus 4-i dátummal a Wayback Machine-ben